# À la poursuite du bonheur (documentaire)
Pour les articles homonymes, voir À la poursuite du bonheur et La Poursuite du bonheur.
Pour plus de détails, voir Fiche technique et Distribution.
À la poursuite du bonheur (And the Pursuit of Happiness) est un film documentaire américain réalisé par Louis Malle en 1986.

## Synopsis
Louis Malle, au gré d'un voyage à travers les États-Unis, rencontre des immigrants de différentes cultures et conditions sociales, légaux ou illégaux, qui ont réussi à réaliser leur rêve américain ou pas.

## Fiche technique
- Titre : A la poursuite du bonheur
- Titre original : And the Pursuit of Happiness
- Réalisation : Louis Malle
- Production : James Bruce
- Photographie : Louis Malle
- Montage : Nancy Baker
- Pays d'origine : États-Unis
- Format : Couleurs
- Genre : Documentaire
- Durée : 80 minutes
- Date : 1986

## Autour du film
- Le film a été réalisé pour la télévision américaine à l'occasion du centenaire de la statue de la Liberté.